# Флаже-лез-Осон
Флаже́-лез-Осо́н (фр. Flagey-lès-Auxonne) — коммуна во Франции, находится в регионе Бургундия. Департамент коммуны — Кот-д’Ор. Входит в состав кантона Осон. Округ коммуны — Дижон.
Код INSEE коммуны — 21268.

## Население
Население коммуны на 2010 год составляло 191 человек.
| 1962 | 1968 | 1975 | 1982 | 1990 | 1999 | 2010 |
| ---- | ---- | ---- | ---- | ---- | ---- | ---- |
| 140  | 117  | 131  | 159  | 148  | 163  | 191  |

## Экономика
В 2010 году среди 121 человека трудоспособного возраста (15—64 лет) 92 были экономически активными, 29 — неактивными (показатель активности — 76,0 %, в 1999 году было 71,8 %). Из 92 активных жителей работали 87 человек (48 мужчин и 39 женщин), безработных было 5 (1 мужчина и 4 женщины). Среди 29 неактивных 6 человек были учениками или студентами, 13 — пенсионерами, 10 были неактивными по другим причинам.